# میچل سدنیو
میچل سدنیو (انگلیسی: Machel Cedenio؛ زادهٔ ۶ سپتامبر ۱۹۹۵) یک دونده اهل ترینیداد و توباگو است. از افتخارات وی میتوان وی میتوان به کسب مدال نقره ۴×۴۰۰ متر امدادی در ۲۰۱۵ پکن اشاره کرد.